# ハビエル・カーター
ハビエル・カーター（Javier Dione Carter, 1991年5月20日 - ）は、アメリカ合衆国のプロバスケットボール選手。オハイオ州クリーブランド出身。ポジションはセンター/フォワード。

## 来歴
サウスアラバマ大学卒業後、2013年のNBAドラフトで指名を受けなかったカーターは、スペインの2部リーグに相当するLEBオロのチーム、カセレス・シウダ・デル・バロンセストと契約しプロバスケットボール選手となる。
2015年にはNBAデベロップメント・リーグのドラフトにて4巡目でベーカーズフィールド・ジャムの指名を受け、41試合に出場、1試合平均3.7得点の成績を残した。
2017年にはバスケットボールパナマ代表に選出され、2019年FIBAバスケットボール・ワールドカップのアメリカ地区予選に出場、チームは第2ラウンドで敗退し本選進出はならなかったが、カーターは第1ラウンドと第2ラウンド合わせて11試合に出場し、平均11.9得点をあげた。また同年のバスケットボールアメリカ選手権にも出場した。
2019年7月、秋田ノーザンハピネッツに入団。2021年5月、自由契約になる。
2021年6月、設立初年度の長崎ヴェルカに入団し全48試合中46試合でスタメン出場するなどB3優勝・B2昇格に大きく貢献したが一年で退団。
2022-23シーズンは山形ワイヴァンズに加入。
2023年12月、秋田に再び加入した。
2024年7月10日、滋賀レイクスへの加入が発表された。
2025年1月5日の三遠戦の試合途中で意識を失いコートに倒れ込むアクシデントが発生。そのまま搬送先の病院に入院して検査を実施。7日付でインジュアリーリストに登録された際に、クラブから意識も明瞭であり容体も安定していることが報告された。

## 個人成績
| シーズン   | チーム | GP | GS | MPG   | FG%  | 3P%  | FT%  | RPG | APG | SPG | BPG | TO  | PPG  |
| ---------- | ------ | -- | -- | ----- | ---- | ---- | ---- | --- | --- | --- | --- | --- | ---- |
| B1 2019-20 | 秋田   | 22 | 21 | 27:54 | .424 | .333 | .729 | 8.1 | 1.9 | 1.5 | 0.9 | 1.4 | 12.0 |
| B1 2020-21 | 秋田   | 48 | 30 | 26:05 | .436 | .333 | .689 | 6.3 | 1.7 | 1.0 | 0.9 | 1.1 | 10.6 |
| B3 2021-22 | 長崎   | 48 | 46 | 22.4  | .586 | .375 | .721 | 6.6 | 0.9 | 1.0 | 1.0 | 1.0 | 14.0 |
| B2 2022-23 | 山形   | 48 | 15 | 25:03 | .487 | .359 | .773 | 6.0 | 1.9 | 0.7 | 1.0 | 2.0 | 13.6 |
| B1 2023-24 | 秋田   | 46 | 29 | 25:51 | .475 | .381 | .802 | 6.9 | 1.5 | 0.7 | 0.6 | 1.7 | 9.5  |
| B1 2024-25 | 滋賀   | 27 | 10 | 23:56 | .389 | .135 | .671 | 6.6 | 1.0 | 0.7 | 0.7 | 1.1 | 7.9  |

※来日以前の成績はen:Javier_Carter参照
※B3スタッツ
※Bリーグスタッツ